# Aspidistra stricta
Aspidistra stricta är en sparrisväxtart som beskrevs av Tillich. Aspidistra stricta ingår i släktet Aspidistra och familjen sparrisväxter. Inga underarter finns listade i Catalogue of Life.